# Nordmalings samrealskola
Nordmalings samrealskola var en realskola i Nordmaling verksam från 1944 till 1967.

## Historia
Skolan inrättades 1939 som en högra folkskola, vilken ombildades 1944 till en kommunal mellanskola. 
Denna ombildades från 1948 successivt till Nordmalings samrealskola. 
Realexamen gavs från 1944 till 1967.